# Jari Schuurman
Jari Schuurman (Gorinchem, 22 febbraio 1997) è un calciatore olandese, centrocampista del Willem II.

## Statistiche

### Presenze e reti nei club
Statistiche aggiornate al 10 gennaio 2025.
| Stagione         | Squadra          | Campionato       | Campionato | Campionato | Coppe nazionali | Coppe nazionali | Coppe nazionali | Coppe continentali | Coppe continentali | Coppe continentali | Altre coppe | Altre coppe | Altre coppe | Totale | Totale | Totale |
| Stagione         | Squadra          | Comp             | Pres       | Reti       | Comp            | Pres            | Reti            | Comp               | Pres               | Reti               | Comp        | Pres        | Reti        | Pres   | Reti   |        |
| ---------------- | ---------------- | ---------------- | ---------- | ---------- | --------------- | --------------- | --------------- | ------------------ | ------------------ | ------------------ | ----------- | ----------- | ----------- | ------ | ------ | ------ |
| 2015-2016        | Feyenoord        | ED               | 1          | 0          | CO              | 0               | 0               | -                  | -                  | -                  | -           | -           | -           | 1      | 0      |        |
| 2016-2017        | Willem II        | ED               | 11         | 3          | CO              | 0               | 0               | -                  | -                  | -                  | -           | -           | -           | 11     | 3      |        |
| 2017-2018        | N.E.C.           | EED              | 18         | 2          | CO              | 1               | 0               | -                  | -                  | -                  | -           | -           | -           | 19     | 2      |        |
| 2018-gen. 2019   | Feyenoord        | ED               | 0          | 0          | CO              | 0               | 0               | -                  | -                  | -                  | -           | -           | -           | 0      | 0      |        |
| Totale Feyenoord | Totale Feyenoord | Totale Feyenoord | 1          | 0          |                 | 0               | 0               |                    | -                  | -                  |             | -           | -           | 1      | 0      |        |
| gen.-giu. 2019   | Dordrecht        | EED              | 16         | 4          | CO              | -               | -               | -                  | -                  | -                  | -           | -           | -           | 16     | 4      |        |
| 2019-2020        | Dordrecht        | EED              | 25         | 5          | CO              | 2               | 0               | -                  | -                  | -                  | -           | -           | -           | 27     | 5      |        |
| 2020-2021        | Dordrecht        | EED              | 29         | 2          | CO              | 0               | 0               | -                  | -                  | -                  | -           | -           | -           | 29     | 2      |        |
| 2021-2022        | Dordrecht        | EED              | 24         | 1          | CO              | 0               | 0               | -                  | -                  | -                  | -           | -           | -           | 24     | 1      |        |
| 2022-2023        | Dordrecht        | EED              | 34         | 0          | CO              | 1               | 0               | -                  | -                  | -                  | -           | -           | -           | 35     | 0      |        |
| 2023-2024        | Dordrecht        | EED              | 23+2       | 1+0        | CO              | 2               | 0               | -                  | -                  | -                  | -           | -           | -           | 27     | 1      |        |
| 2024-2025        | Dordrecht        | EED              | 13         | 2          | CO              | 1               | 1               | -                  | -                  | -                  | -           | -           | -           | 14     | 3      |        |
| Totale Dordrecht | Totale Dordrecht | Totale Dordrecht | 164+2      | 15+0       |                 | 6               | 1               |                    | -                  | -                  |             | -           | -           | 172    | 16     |        |
| Totale carriera  | Totale carriera  | Totale carriera  | 196        | 20         |                 | 7               | 1               |                    | -                  | -                  |             | -           | -           | 203    | 21     |        |

## Palmarès

### Club
- Coppa dei Paesi Bassi: 1

Feyenoord: 2015-2016
- Supercoppa dei Paesi Bassi: 1

Feyenoord: 2017

### Individuale
- Capocannoniere del Campionato europeo Under-17: 1

2014 (4 gol)